# Ambassade de Somalie en France
L'ambassade de Somalie en France est la représentation diplomatique de la république fédérale de Somalie auprès de la République française. Elle est située à Paris et son ambassadeur est, depuis 2024, Mohamed Ali-Nur Hagi.

## Ambassade
L'ambassade est située au numéro 26 de la rue Dumont-d'Urville dans le 16e arrondissement de Paris.

## Ambassadeur de Somalie en France
| Date de nomination | Date de nomination | Date de remise des lettres de créance | Date de remise des lettres de créance | Ambassadeur                 |
| ------------------ | ------------------ | ------------------------------------- | ------------------------------------- | --------------------------- |
| ?                  |                    | 25 janvier 1989                       | [ JORF 1 ]                            | Said Hagi Mohamud           |
| ?                  |                    | 8 juillet 2014                        | [ JORF 2 ]                            | Ali Said Faqi               |
| ?                  |                    | 12 avril 2021                         | [ JORF 3 ]                            | Hanad Abdullahi Ahmed Addou |
| ?                  |                    | 17 septembre 2024                     | [ JORF 4 ]                            | Mohamed Ali-Nur Hagi        |